# Olympische Sommerspiele 1972/Teilnehmer (Kuba)
| Gelbes Symbol für Goldmedaillen mit stilisierten Olympischen Ringen | Graues Symbol für Silbermedaillen mit stilisierten Olympischen Ringen | Braundes Symbol für Bronzemedaillen mit stilisierten Olympischen Ringen |
| ------------------------------------------------------------------- | --------------------------------------------------------------------- | ----------------------------------------------------------------------- |
| 3                                                                   | 1                                                                     | 4                                                                       |

Kuba nahm an den Olympischen Sommerspielen 1972 in München mit einer Delegation von 137 Athleten (109 Männer und 28 Frauen) an 69 Wettkämpfen in 14 Sportarten teil. Fahnenträger bei der Eröffnungsfeier war der Boxer Teófilo Stevenson.

## Teilnehmer nach Sportarten

### Basketball
- Bronze
- José Miguel Álvarez
- Miguel Calderón
- Rafael Cañizares
- Pedro Chappé
- Juan Domecq
- Ruperto Herrera Tabio
- Tomás Herrera
- Conrado Pérez
- Juan Roca
- Franklin Standard
- Alejandro Urgellés
- Óscar Varona

### Boxen
- Rafael Carbonell
- Gilberto Carrillo
Silber  Halbschwergewicht
- Emilio Correa Vaillant
Gold  Weltergewicht
- Rolando Garbey
- Orlando Martínez
Gold  Bantamgewicht
- Andrés Molina
- Alejandro Montoya
- Orlando Palacios
- Enrique Regüeiferos
- Douglas Rodríguez
Bronze  Fliegengewicht
- Teófilo Stevenson
Gold  Schwergewicht

### Fechten
| Männer - Francisco de la Torre - Jorge Garbey - Jesús Gil - Evelio González - Hilario Hipólito - Eduardo Jhons - Manuel Ortiz - Guzmán Salazar - Enrique Salvat - Manuel Suárez | Frauen - Irene Forbes - María Esther García - Marlene Infante - Margarita Rodríguez - Nereida Rodríguez |

### Gewichtheben
- Fernando Bernal
- Rolando Chang
- Juan Curbelo
- Javier González
- Abel López
- Andrés Martínez

### Judo
- Isaac Azcuy
- José Ibañez
- Héctor Rodríguez

### Kanu
- Rogelio Chirino
- Edicto Gilbert

### Leichtathletik
| Männer - Alejandro Casañas - Alberto Juantorena - Milán Matos - Pablo Montes - Juan Morales - Pedro Pérez - Hermes Ramírez - José Triana | Frauen - Asunción Acosta - Beatriz Castillo - Marcela Chibás - Silvia Chivás Bronze 100 m Bronze 4 × 100 m - Marlene Elejarde Bronze 4 × 100 m - Marcia Garbey - Aurelia Pentón - Marima Rodríguez - Fulgencia Romay Bronze 4 × 100 m - Carmen Trustée - Carmen Valdés Bronze 4 × 100 m |

### Radsport
- Gregorio Aldo Arencibia
- Roberto Heredero
- Roberto Menéndez
- José Prieto
- Pedro Rodríguez
- Raúl Marcelo Vázquez

### Ringen
- Miguel Alonso
- Lupe Lara
- Francisco Lebeque
- Bárbaro Morgan
- Eduardo Quintero
- Jorge Ramos
- José Ramos

### Rudern
- Eralio Cabrera
- Troadio Delgado
- Teófilo López
- Ramón Luperón
- Lázaro Rivero
- Jesús Rosello
- Angel Serra

### Schießen
- Humberto Cabrera
- Roberto Castrillo
- Arturo Costa
- Raúl Llanos
- Adelso Peña
- Servilio Torres
- Santiago Trompeta
- Miguel Valdes

### Turnen
- René Badell
- Jorge Cuervo
- Roberto Richards
- Luis Ramírez
- Jorge Rodríguez
- Emilio Sagre

### Volleyball
| Männer - 10. Platz - Luis Calderon - Pedro Delgado - Carlos Dilaut - Alfredo Figueredo - Enrique Fortes - Luis Jiménez - Diego Lapera - Ernesto Martínez - Lorenzo Martínez - Jorge Pérez Vento - Antonio Rodríguez - Orlando Samuels | Frauen - 6. Platz - Nelly Barnet - Evelina Borroto - Ana Díaz - Mavis Guilarte - Claritza Herrera - Miriam Herrera - Margarita Mayeta - Mercedes Pérez - Mercedes Pomares - Mercedes Roca - Nurys Sebey - Claudina Villaurrutia |

### Wasserball
- 9. Platz
- Eugenio Almenteros
- Guillermo Cañete
- Orlando Cowley
- Osvaldo García
- Guillermo Martínez Ginoris
- Jesús Pérez
- Oscar Periche
- Jorge Rizo
- David Rodríguez
- Gerardo Rodríguez
- Carlos Sánchez